# Estrecho de Bransfield
El estrecho de Bransfield, estrecho Bransfield o mar de la Flota es la parte del océano Antártico (o del océano Atlántico) que se encuentra entre las islas Shetland del Sur, al norte, y la península Antártica y el archipiélago de Joinville al sur. Tiene unos 120 km de anchura media y una dirección general noreste-suroeste. Se abre por el oriente entre la isla Joinville y según distintas fuentes el cabo Melville de la isla Rey Jorge (370 km de extensión), o el cabo Bowles de la isla Clarence (450 km de extensión). Por el occidente se abre entre las islas Smith y Brabante (del archipiélago Palmer).

## Historia

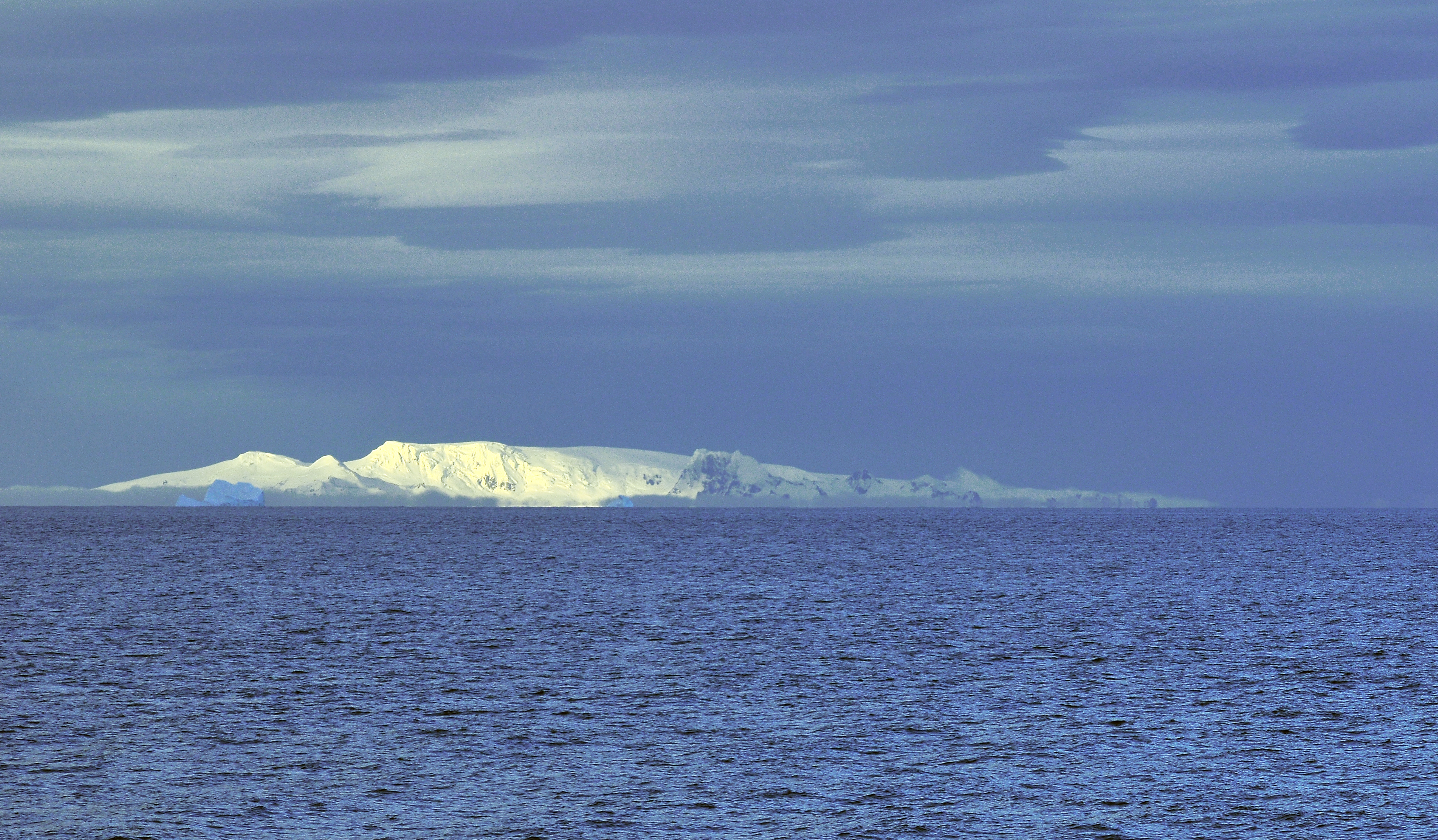
Isla al norte del estrecho.

Fue nombrado por James Weddell alrededor de 1825 en homenaje a Edward Bransfield, quien cartografió las islas Shetland del Sur en 1820.
El nombre mar de la Flota con que se lo conoce en la cartografía de Argentina refiere al viaje realizado al área en febrero de 1948 por una flota de guerra argentina con 3000 hombres a bordo, con el objeto de afirmar su reclamación de soberanía.
El 23 de noviembre de 2007 el crucero turístico de bandera de Liberia MS Explorer chocó contra un iceberg y se hundió en el estrecho de Bransfield. Sus 154 pasajeros fueron rescatados.

## Área especialmente protegida
Un área de aguas marinas relativamente superficiales de cerca de 1021 km², fuera de las costas occidentales y meridionales de la isla Low, ha sido designada como Área Antártica Especialmente Protegida N.º 152 (ASPA 152) debido a los dos únicos sitios conocidos, cerca de la Base Palmer, aptos para la pesca de arrastre de peces y organismos bentónicos. Es una importante zona de desove de Notothenia coriiceps y Chaenocephalus aceratus.

## Actividad geológica
La zona del estrecho de Bransfield presenta condiciones geodinámicas de extensión como consecuencia de una compleja interacción de las placas tectónicas Scotia, Antártica y la antigua placa de Phoenix. De hecho, un estudio científico chileno sugirió que la actividad sísmica en la zona del estrecho de Bransfield a partir de agosto de 2020 se debería a separación tectónica que tienen las islas Shetland del Sur con la Tierra de O'Higgins, y no al volcán submarino Orca, como se pensaba anteriormente.
Toda esta actividad geodinámica tiene reflejo en volcanes emergidos con actividad volcánica reciente, uno de los ejemplos más claros es la Isla Decepción, cuya última erupción superficial data de la década de 1970.